# الدوري الإنجليزي لكرة القدم 1934–35
الدوري الإنجليزي لكرة القدم 1934–35 (بالإنجليزية: 1934–35 Football League)‏ هو موسم من دوري كرة القدم الإنجليزي. فاز فيه نادي أرسنال.